# Resolutie 1082 Veiligheidsraad Verenigde Naties
Resolutie 1082 van de Veiligheidsraad van de Verenigde Naties werd unaniem door de VN-Veiligheidsraad aangenomen op 27 november 1996.

## Achtergrond
In 1980 overleed de Joegoslavische leider Tito, die decennialang de bindende kracht was geweest tussen de zes deelstaten van het land. Na zijn dood kende het nationalisme een sterke opmars, en in 1991 verklaarde onder meer Macedonië zich onafhankelijk. In tegenstelling tot andere delen van Joegoslavië bleef het er vrij rustig, tot 2001, toen Albanese rebellen in het noorden, aan de grens met Kosovo, in opstand kwamen. Daarbij werden langs beide zijden grof geweld gebruikt, en stond het land op de rand van een burgeroorlog. De NAVO en de EU kwamen echter tussen, en dwongen een akkoord af.

## Inhoud

### Waarnemingen
UNPREDEP speelde een belangrijke rol in het behoud van de vrede en stabiliteit in Macedonië. De Veiligheidssituatie bleef er verbeteren, maar in de regio (ex-Joegoslavië) was nog geen volledige vrede en stabiliteit bereikt. Er werd gehoopt dat dat snel het geval zou zijn, zodat UNPREDEP verder kon worden teruggetrokken. Ook waren Macedoniës relaties met de buurlanden verbeterd en was een akkoord bereikt met Servië en Montenegro over de afbakening van hun gezamenlijke grens.

### Handelingen
De Veiligheidsraad:
1. Verlengde UNPREDEP's mandaat tot 31 mei 1997 en verkleinde het militaire component tot 300 man.
2. Vroeg de lidstaten UNPREDEP te steunen.
3. Vroeg de secretaris-generaal tegen 15 april 1997 aanbevelingen te doen over de verdere internationale aanwezigheid in Macedonië.
4. Besloot op de hoogte te blijven.

## Verwante resoluties
- Resolutie 1074 Veiligheidsraad Verenigde Naties
- Resolutie 1079 Veiligheidsraad Verenigde Naties
- Resolutie 1088 Veiligheidsraad Verenigde Naties
- Resolutie 1093 Veiligheidsraad Verenigde Naties (1997)

Lijst ·  1036 ·  1037 ·  1038 ·  1039 ·  1040 ·  1041 ·  1042 ·  1043 ·  1044 ·  1045 ·  1046 ·  1047 ·  1048 ·  1049 ·  1050 ·  1051 ·  1052 ·  1053 ·  1054 ·  1055 ·  1056 ·  1057 ·  1058 ·  1059 ·  1060 ·  1061 ·  1062 ·  1063 ·  1064 ·  1065 ·  1066 ·  1067 ·  1068 ·  1069 ·  1070 ·  1071 ·  1072 ·  1073 ·  1074 ·  1075 ·  1076 ·  1077 ·  1078 ·  1079 ·  1080 ·  1081 ·  1082 ·  1083 ·  1084 ·  1085 ·  1086 ·  1087 ·  1088 ·  1089 ·  1090 ·  1091 ·  1092